# Piotr Kafárov

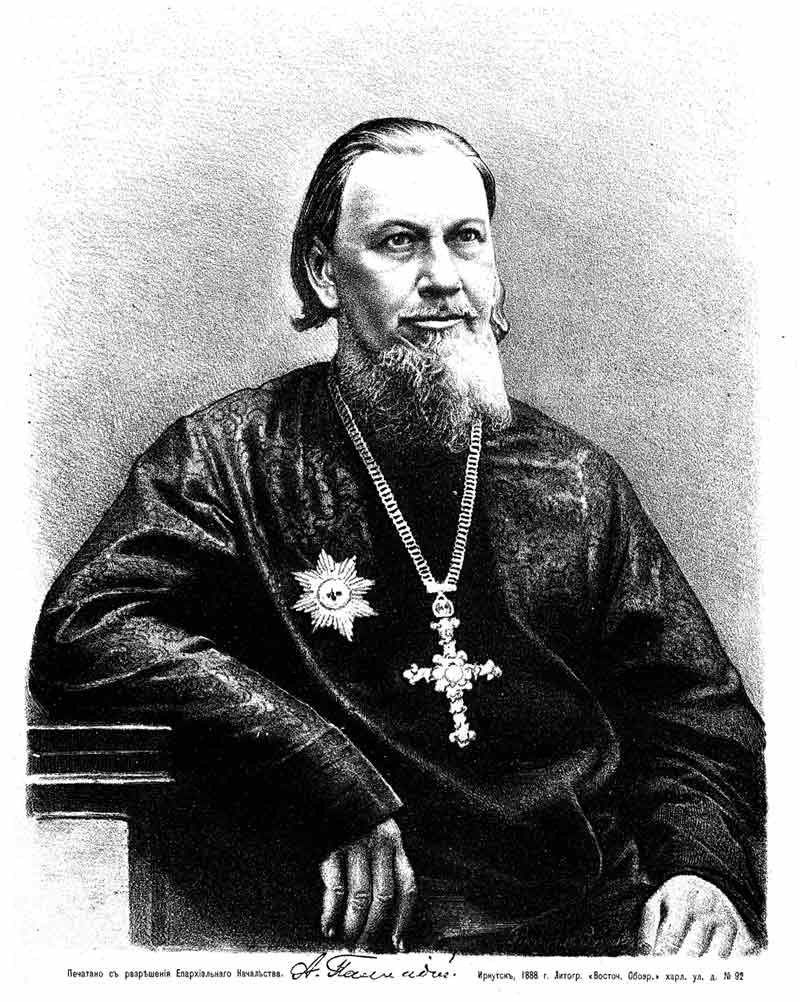
Piotr Ivánovich Kafárov

Piotr Ivánovich Kafárov (en ruso: Пётр Ива́нович Кафа́ров), igualmente conocido bajo el nombre monástico de Palladius (en ruso: Палла́дий; 1817 - 1878) fue un sinológo ruso. 
Al igual que su maestro Nikita Bichurin, Palladius fue un monje ortodoxo ruso. 
Durante su estancia en China, descubre y publica numerosos manuscritos inéditos, como Historia secreta de los Mongoles.

Kafárov concibió un sistema de cirilización para la lengua china, el sistema Palladius, que es el sistema oficial de transcripción del chino en Rusia en la actualidad. 
El diccionario chino-ruso compuesto por Palladius sigue siendo una obra utilizada hasta hoy.